# Чифте баня (Кюстендил)
Чифте баня е обществена баня в град Кюстендил, построена върху основите на късносредновековна турска баня.

## Местоположение, история и архитектурни особености
Намира се в централната част на град Кюстендил, между улиците „Христо Смирненски“ и „Стефан Караджа“, до джамията „Ахмед бей“. Първоначалната турска баня е построена през 1489 г. от Сюлейман паша върху основите на Пауталийския асклепион.
През 1901 – 1902 г. общинската управа си поставя за задача да превърне Кюстендил в „европейски тип балнеологичен курорт“. Макар че грандиозният план не е доведен докрай, са осъществени редица дейности: през 1908 г. са каптирани топлите минерални извори в подножието на Хисарлъка; изграден е водопровод; през 1910 г. късносредновековната „Чифте хамам“ е частично разрушена и върху основите и е изградена нова модерна градска баня, със самобитна архитектура, по проект на архитект Христо Ковачевски. Преустройството и реконструкцията на банята завършват през септември 1913 г.
Сградата е на два етажа и се състои от две отделения – мъжко и женско, всяко от които има по три басейна. Банята се захранва с топла минерална вода. Банята се използва и днес, и е предназначена и за балнеология. Около нея е устроен паркът „Банска градина“ с декоративни дървета и цветни лехи.

## Галерия
- Паметникът на Пейо Яворов в парка пред банята
- Банската градина
- Банската градина
- Банята преди 1940 г.